# Спичак, Иван Иванович
Иван Иванович Спичак (1923, Матвеевка — 30 ноября 1943, Диковка, Кировоградская область) — стрелок 780-го стрелкового полка 214-й Кременчугской стрелковой дивизии 5-й гвардейской армии 2-го Украинского фронта, красноармеец. Герой Советского Союза (1944).

## Биография
Родился в 1923 году в селе Матвеевка Котелевского района (ныне в Полтавской области). Украинец. Окончил семь классов Лабуревской неполной средней школы.
В 1943 году призван в ряды Красной армии. В боях Великой Отечественной войны с октября 1943 года. Воевал на 2-м Украинском фронте.
29 ноября 1943 года бойцы 780-го стрелкового полка 214-й Кременчугской стрелковой дивизии вели ожесточённый бой за село Новоалександровка Знаменского района Кировоградской области. Под прикрытием артиллерии и танков противники контратаковали советские части. Среди тех, кто отражал ожесточённый натиск врага, был и молодой солдат И. И. Спичак. Несмотря на ранение в руку, он не покинул поля боя. К его окопу прорвались противники: три бронемашины и сорок солдат. Воин не дрогнул. Он продолжал вести огонь. Но вот показались танки. Один из них на полном ходу прорвался к окопу, пытаясь раздавить его гусеницами. Вслед танку полетела противотанковая граната. Раздался взрыв — и танк остановился. Два оставшихся в живых фашиста пытались спастись бегством, но были расстреляны на месте. В этом бою молодой солдат подбил ещё две вражеские бронемашины, уничтожил из автомата много живой силы противника.
30 ноября 1943 года в бою за село Диковка Александрийского района Кировоградской области его вновь ранило. На этот раз тяжело. Озверевшие противники бросились к нему, хотели взять живым. Истекая кровью, красноармеец Иван Иванович Спичак подпустил их совсем близко, а затем подорвал себя вместе с группой фашистов на противотанковой гранате. Двадцать пять вражеских солдат были убиты. Похоронен в селе Диковка.
Указом Президиума Верховного Совета СССР от 22 февраля 1944 года за образцовое выполнение боевых заданий командования и проявленные при этом мужество и героизм красноармейцу Ивану Ивановичу Спичаку посмертно присвоено звание Героя Советского Союза.
Награждён орденом Ленина.
В селе Лабуревка установлен бюст Героя, на здании Шевченковской школы Котелевского района — мемориальная доска.
В наградном листе, судя по всему, допущена ошибка: фамилия указана, как Спечак.